# Mboussa
Mboussa est un village camerounais de la région de l'Est. Il se situe dans le département de Lom-et-Djérem et il dépend de la commune de Garoua-Boulaï et du canton de Mboum-Nord. 
Il se trouve sur la route de Garoua-Boulaï à Meiganga 

## Population
D'après le recensement de 1966, Mboussa comptait cette année-là 178 habitants. Il en comptait 259 en 2005 et 150 en 2011 dont 68 jeunes de moins de 16 ans et 25 enfants de moins de 5 ans. 

## Infrastructures
Le plan communal de développement de Garoua-Boulaï prévoyait en 2011 la construction d'une nouvelle école primaire (trois blocs de deux salles) à Mboussa. 